# Хиты про любовь
«Хиты про любовь» — десятый студийный альбом группы «Браво», выпущенный в 1998 году. По мнению некоторых критиков, альбом вышел малоудачным. Солист — Роберт Ленц.

## Список композиций
1. «Тише, послушай» (Е.Хавтан — Е.Миканба)
2. «Там, так далеко» (Е.Хавтан — Г.Илюш)
3. «Тот, кто верит» (Е.Хавтан — В.Шмерлинг)
4. «Девочка» (Е.Хавтан — В.Степанцов)
5. «Под куполом звёзд» (Е.Хавтан — В.Шмерлинг)
6. «Новый герой» (Е.Хавтан)
7. «Сон-обман» (Е.Хавтан — В.Манцев)
8. «Вера, Надежда, Любовь» (Е.Хавтан — В.Жуков)
9. «Серенада 2000» (Е.Хавтан)
10. «Клоун» (Е.Хавтан)
11. «В логичном мире» (Е.Хавтан)
12. «На планете Гамма» (Е.Хавтан)
13. «До свидания» (Е.Хавтан — В.Жуков)

iTunes bonus track
1. «Сластёна»

## Музыканты
- Роберт Ленц — вокал, губная гармоника.
- Евгений Хавтан — гитара.
- Дмитрий Ашман — бас-гитара.
- Павел Кузин — ударные, перкуссия.
- Александр Степаненко — клавишные, саксофон.

Альбом записан и сведён на студии MIX-MEDIA в период июль-сентябрь 1997 года.
Бонус трек «До свидания» записан в начале февраля 1998 года и посвящён 15-летию группы.
- Продюсер — Ким Брейтбург
- Запись и сведение — Ким Брейтбург, Павел Кузин

В записи альбома принимали участие:
- Жанна Агузарова — вокал (7, 13).
- Валерий Сюткин — вокал (13).
- Пётр Тихонов — труба (11, 12).
- Максим Лихачёв — тромбон (12).
- Феликс Лахути — скрипка (1, 7, 9, 10, 11)
- Михаил Шумский — виолончель (4).
- Ким Брейтбург — Hammond-орган Roland CH-09
- Шанн-Бен Канар (Австрия) — перкуссия (2, 4, 7, 11)
- DJ Грув — винил (12).

## Дополнительная информация
- Работа над альбомом велась очень напряжённая[5]. Но альбом широкого признания не получил [6].
- На песни «Новый герой», «Тот, кто верит» и «До свидания» были сняты клипы.
- В последней песне альбома «До свидания» и клипе[7] на неё пело трио: Роберт Ленц и предыдущие солисты «Браво» — Жанна Агузарова и Валерий Сюткин, приглашённые в честь пятнадцатилетнего юбилея группы в 1998 году. Сама песня была взята из предыдущего альбома «На перекрёстках весны».
- Во время работы над альбомом «Хиты про любовь», Хавтаном планировалось сотрудничество с поэтом Ильей Кормильцевым («Наутилус Помпилиус»), но продолжения этого альянса не последовало[8].
- «Хиты про любовь» — единственный альбом «Браво», в котором Евгений Хавтан выступил не только в роли композитора, но и ещё в роли автора текстов нескольких песен.